# Ак-Башат (Джалал-Абадская область)
Ак-Башат (кирг. Ак-Башат) — село в Ала-Букинском районе Джалал-Абадской области Кыргызстана. Входит в состав Первомайского айылного аймака.

## География
Село расположено в юго-западной части области, на берегах реки Сумсар, на расстоянии приблизительно 22 километров (по прямой) к юго-западу от села Ала-Бука, административного центра района. Абсолютная высота — 1604 метра над уровнем моря.

## Население
Согласно оценочным данным Национального статистического комитета Кыргызской Республики, численность населения села на начало 2023 года составляла 1790 человек.
| год     | 2009 | 2014 | 2015 | 2020 | 2021 | 2023 |
| ------- | ---- | ---- | ---- | ---- | ---- | ---- |
| человек | 1125 | 1277 | 1212 | 1585 | 1547 | 1790 |